# Мокрый Мичкас
Мокрый Мичкас — река в России, протекает в Пачелмском районе Пензенской области. Правый приток реки Мичкас. Устье реки находится в 27 км по правому берегу. Длина реки составляет 12 км.

## География
Река Мокрый Мичкас берёт начало в урочище Мякинино. Течёт в северо-восточном направлении по открытой местности. На реке образовано несколько прудов. Река впадает в Мичкас неподалёку от деревни Первомайская.

## Данные водного реестра
По данным государственного водного реестра России относится к Окскому бассейновому округу, водохозяйственный участок реки — Мокша от истока до водомерного поста города Темников, речной подбассейн реки — Мокша. Речной бассейн реки — Ока.
По данным геоинформационной системы водохозяйственного районирования территории РФ, подготовленной Федеральным агентством водных ресурсов:
- Код водного объекта в государственном водном реестре — 09010200112110000027032
- Код по гидрологической изученности (ГИ) — 110002703
- Код бассейна — 09.01.02.001
- Номер тома по ГИ — 10
- Выпуск по ГИ — 0